# La Ricamarie
La Ricamarie là một xã trong tỉnh Loire miền trung nước Pháp.